# Учение о царе-искупителе
Уче́ние о царе́-искупи́теле — бытующее среди части православных убеждение в особой священной роли убитого царя Николая II, сакральном значении его смерти и необходимости всенародного покаяния за этот грех. Сторонники таких взглядов утверждают, что Николай II является царём — искупителем греха неверности своего народа. Учение имеет также эсхатологические положения, в частности, об особой роли России, русского народа и русского царя-искупителя как «царя-победителя» в грядущих судьбах мира.
Распространителями этих идей часто являются сторонники ультраконсервативного русского национализма и монархизма (см. радикализм в православии). Обобщающего наименования апологеты учения не используют. Противники учения и его исследователи называют явление царебожием, царебожничеством или цареискупительной ересью.
Ряд церковных деятелей, в частности, иерей Даниил Сысоев, отмечают, что такие взгляды имеют явные признаки ереси, сектантства внутри церкви или даже раскола. Историк и социолог Н. А. Митрохин считает, что сектой царебожников называть нельзя, поскольку это оскорбительное наименование; также он отмечает, что секта стремится выделиться во что-то самостоятельное; исследователь относит царебожие к культизму и фундаменталистской части РПЦ.
Часть последователей учения объединены в малочисленную неканоническую «Царскую православную церковь» (ЦПЦ), возникшую в 2008 году на основе «Братства царя-искупителя», возглавляемого Вадимом Кузнецовым. «Святейший правительственный синод» ЦПЦ возглавляет под именем епископа Алексия бывший протоиерей Русской православной церкви Александр Иванников, изверженный из сана в 2010 году.
По мнению противников, «царебожие» напрямую смыкается с иными сомнительными взглядами, бытующими в части православного сообщества, например, почитанием неканонических икон, неприятием страховых полисов, ИНН, верой в существование заговора евреев, стремлением к канонизации Распутина, Иоанна Грозного, а также Игоря Талькова. В этой связи сторонники концепции цареискупления делают особенный упор на придание сакрального смысла Российской империи и русскому народу, который, по их мнению, «богоизбранный». Критики усматривают связь с учением секты хлыстов, вплоть до мнений, что данные взгляды есть разновидность хлыстовства. Прослеживаются аналогии с архаическими культами царей, равно как и новыми культами, такими, как растафарианство, где обожествляется покойный император Эфиопии.
Кроме того, для сторонников учения характерно особое почитание Богородицы в ущерб почитанию Христа, в том числе, путём создания и распространения её неканонических или даже кощунственных, с точки зрения традиционной православной иконографии, образов. Например, таковы «Воскрешающая Русь», кощунственная икона, где Богородица уничтожает неверных падающими с её покрова крестами, или «Образ Пресвятыя Богородицы Дары Дающая». Другим примером иконографии, прямо названной протоиереем Петром Андриевским богохульством, может быть «икона» «Жертва Усердная», где Иоанн Креститель прямо указывает на царя как на Мессию. Сторонники учения часто превозносят «народное благочестие», которое полагают выше учения «официальной Церкви».
Православные священнослужители, принадлежащие к церковному истеблишменту, выступают против отождествления образа царя с «искупителем», называя эти идеи «ересью царебожия». Идею «царя-искупителя» и попытки введения новых обрядов, с ней связанных, прямо осудили патриархи Алексий II и Кирилл.

## Русская эмиграция
Подобные идеи зародились в среде русской эмиграции. Как пишет историк А. А. Кострюков, в 1920—1930-х годах политические и общественные организации Русского зарубежья активно требовали от руководства РПЦЗ официальной канонизации царской семьи. Встречались в монархической прессе и высказывания о смерти императора как об искупительной жертве. В частности, о жертве говорится в так называемом «Пророчестве Авеля» (опубликованном в Харбине в 1931 году тексте весьма сомнительного происхождения), где царь прямо назван искупителем, принявшим по измене народа терновый венец, и уподоблен непорочному агнцу.
В послевоенные десятилетия Русская зарубежная церковь постоянно указывала, что убийство царской семьи лежит тяжким грузом не только на тех, кто осуществил это злодеяние, но и на всём русском народе, который предал императора и допустил его расстрел. Первоиерарх Русской зарубежной церкви митрополит Анастасий (Грибановский) в проповеди в храме-памятнике в Брюсселе в 1949 году сказал: «Убийство оставленного всеми беззащитного русского монарха вместе с супругою и юными детьми будет всегда стоять тяжёлым укором пред совестью всего мира. <…> Настанет время, когда человечество поймёт, наконец, что наши царственные страстотерпцы и все, кто последовал по их пути, будучи умерщвлены за свидетельство Правды Божией, принесли себя в жертву очищения за грехи всего современного мира, погрязшего во лжи и неправде».
22 декабря 1956 года Архиерейский собор РПЦЗ принял решение объявить 4/17 июня днём всеобщего поста и покаяния. После панихиды в этот день предписывалось читать особую покаянную молитву, которая рассылалась по приходам. Архиерейский собор 1967 года постановил во всех богослужебных поминовениях именовать императора «убиенным Царём-мучеником». При этом в послании члены Архиерейского собора РПЦЗ говорили, что «полстолетия чувствуем вину нашего народа, всего в целом».

## Постсоветский период
В начале 1990-х годов Андреем Щедриным (псевдонимы Николай Козлов и Б. Ольховский) было создано «Опричное братство», насчитывавшее до 40 человек. В 2014 году братство сократилось до 17 человек. Опричники разместились в деревне Кощееве Ярославской области, затем приобрели дома в городе Любиме. Из разных мест России и Украины к ним собирались противники ИНН, ожидавшие наступления последних времён и прихода антихриста. Они критиковали высших церковных иерархов, по их мнению предавшихся апостасии. Отвергая современное государство, они надеялись на возвращение монарха в качестве «удерживающего», которому суждено в последний момент спасти их от бед, вызываемых, в первую очередь, «жидами». Взгляды и настроения этой общины, определяемые в РПЦ как «царебожество», пропагандировались посредством «Опричного листка», тексты для которого писались самим Щедриным. Идеология движения во многом восходила к книге митрополита Иоанна (Снычёва) «Самодержавие духа», включая идеи канонизации Ивана Грозного и уподобления царя Христу. Идеология включала антисемитские мотивы, в том числе отвергала традиционную для христианства идею о грядущем обращении иудеев к Христу. «Возрождённая опричнина» соединяла православие с язычеством и эзотерикой и готовилась бороться с антихристом.
В конце 1990-х — начале 2000-х годов близкие представления проповедовало «Братство святого Царя-Искупителя Николая», главой которого был В. П. Кузнецов, выпускавший газету «Жизнь Вечная», боровшуюся против ИНН. Сторонники движения базировались в Дивеево и вели свою пропаганду близ Дивеевского монастыря. Согласно их взглядам, антихрист будет побеждён в Иерусалиме не Христом, а православным царём, который затем организует всемирное православное царство. Некоторые последователи ожидали антихристова нашествия не «жидов», а китайцев. В 2008 году на основе «Братства царя-искупителя» была создана малочисленная неканоническая «Царская православная церковь».
Священник Пётр Андриевский полагает, что первой письменной апологетикой учения может являться публикация Михаила Назарова и члена Синодальной богословской комиссии протоиерея Максима Козлова в «Православном обозрении „Радонеж“» (2000, № 9 и 10). Известны публикации Вадима Кузнецова. Активной проповедью царебожия занимается исполнительница песен Жанна Бичевская. Взгляды Бичевской и её мужа, поэта Геннадия Пономарёва, близки к идеям «Опричного братства» Щедрина. Бичевская (в роли ведущей) и Кузнецов были активными участниками передач «От сердца к сердцу» радиостанции «Голос России», где систематически проповедовали о царе-искупителе. Прочитанный Кузнецовым цикл радиолекций был озаглавлен «O Христоподобном подвиге Святого Царя Николая».
Песня Бичевской «Царь Николай» содержит последовательное изложение идей о клятве 1613 года, об особой роли монархии перед грядущим вторым пришествием Иисуса Христа, о клятвопреступлении народа, об искуплении России царём и об отступничестве современного клира.
Как активные проповедники идей упоминаются извергнутый из священного сана бывший епископ Диомид (Дзюбан), архимандрит Петр (Кучер), епископ Питирим (Волочков).
В определённой степени последователей данного учения (но сдержанно, в качестве духовной историко-патриотической идеи, без отклонения от общеустановленных канонов Православной церкви в остальной части контента православной тематики) поддерживает портал «Москва — Третий Рим». В одной из публикаций на этом сайте опубликовано изречение, приписываемое царебожниками Николаю II и фактически служащее основой их учения:

Быть может, необходима искупительная жертва для спасения России. Пусть этой жертвой буду я — да свершится Воля Божия.
В ноябре 2008 года на Украине епископ Ипполит (Хилько) покаялся перед собранием епископов УПЦ (МП) в том, что видеоматериалы и книги, распространяемые по его благословению, содержали пропаганду «чина всенародного покаяния», учения об искупительном характере смерти царя Николая II, поддержку идеи канонизации царя Ивана Грозного и Григория Распутина, проповедь недоверия к церковной иерархии, клевету в адрес патриарха Московского и всея Руси Сергия (Страгородского), нагнетание паники и страха в связи с персональной идентификацией граждан и новыми документами, пропаганду ошибочной эсхатологии, чем СПБУ и союзные ему организации «безответственно побуждают чад Церкви к сектантству и асоциальному поведению».
Как пишет Дина Хапаева, в «секту царебожников» в 2007 году (по данным «Российской газеты») входило примерно миллион человек. По мнению автора, сегодня численность сторонников этой секты существенно увеличилась, «и её идеи разделяют российские политики и депутаты Думы, а также многие священники и их паства».
К сторонникам или сочувствующим концепции «Царь-искупитель» можно отнести главу организации «Союз православных хоругвеносцев» Леонида Симоновича-Никшича. В августе 2000 года во время Юбилейного Архиерейского собора, на котором царь Николай II и его семья были прославлены в чине страстотерпцев, Симонович-Никшич посвятил этому событию стихотворение «Россия». В нём есть такие строки: «Свершилось, Господи! Прославлен! — Царь-искупитель — Русский Царь!».
Общественный деятель и публицист Константин Душенов на персональном сайте опубликовал проповедь почисленного в 2008 году за штат в Санкт-Петербургской митрополии, а в 2019 году запрещённого в служении Романа Зеленского: «Святой Царь Искупитель Николай II молится у Престола Вседержителя, за всех нас, братья и сестры. Его молитва хранит сейчас Россию. Обратимся же сейчас к Его заступничеству, и станем монархистами не по букве, а по духу».
Как лидер и идеолог «секты царебожников» рассматривается бывший схиигумен Сергий (Романов), строитель монастырей на месте расстрела царской семьи и её приближённых. Он имеет мирское имя Николай Романов, являясь тёзкой и однофамильцем царя Николая II, и отчество Васильевич от греч. «царский». В СМИ он был известен как «духовник Натальи Поклонской», которая являлась сторонницей учения о царе-искупителе.
Вклад в популяризацию Сергия и царебожников вносит православный активист и режиссёр-документалист Сергий Алиев. Он снял несколько документальных фильмов о Сергии, отношении царебожников к фильму «Матильда», о царской семье и других.

## Царь-искупитель «соборного греха»
Сторонники идеи «царя-искупителя» придают очень большое значение соборной клятве, принесённой на Земском соборе 1613 года при призвании на царство дома Романовых. Сторонники полагают, что русский «народ-богоносец» принёс нерушимую перед Богом присягу дому Романовых и монархическому строю как таковому. По их мнению, свержение самодержавия и последующая за этим казнь Николая II в 1918 году есть ужасная измена клятве и страшный, погибельный для России и русского народа «соборный грех», который требует особого всенародного покаяния, как если бы народ отверг самого Христа. В то же время сама смерть невиновного в измене царя уподобляется крестной смерти Христа (а сам царь — Христу), и полагается, что сам царь своей кровью искупил свой неверный народ от «соборного греха» и его тяжёлых последствий. Бедствия России в XX веке и современное, не лучшее положение вещей, воспринимаются как кара Божия ныне живущим за отступничество предшествующих поколений от царя лично, династии, наконец — монархии как таковой. Такое отступничество фактически приравнивается к богоотступничеству и даже к непростительной хуле на Святого Духа. Монархическое и имперское прошлое страны при этом идеализируются.
Существуют сочинённые сторонниками тексты молитв и служебные тексты (тропари, кондаки, акафисты), в которых к Николаю II обращаются как к «искупителю греха измены русского народа», «непорочному агнцу», «альфа и омега». Изготавливаются неканонические иконы, может употребляться особый символ веры с упоминанием веры в самодержавие. Прославления царя как святого считается совершенно необходимым, а прославление именно как страстотерпца полагается явно недостаточным. При этом отсутствие горячей поддержки, а тем более противодействие со стороны современного духовенства и властей могут рассматриваться как верные признаки отпадения клира и мирян от подлинного (в понимании адептов) православия, происки сатаны на погибель русских или влияние мирового заговора.
Уподобление царя Николая Христу распространяется и на сами обстоятельства его отречения и расстрела, так, станция Дно уподобляется Гефсимании, а подвал дома Ипатьева — Голгофе. Подобно Христу, царь Николай в конце мира проявит себя как «царь-победитель». В особо радикальных случаях ночь с 16 на 17 июля ежегодно толкуется как т. н. «царская Пасха», и перед ней устанавливается т. н. период добровольного строгого поста; такой точки зрения придерживаются, например, последователи иеросхимонаха Рафаила (Берестова), а также некоторые апологетические ресурсы, например, портал «Москва — Третий Рим».
Образ Николая, который копирует образ Иоанна Предтечи с «усеченной главой», воспринимается как искупительная жертва за грехи, совершённые русским народом — залог грядущего возрождения России и становления Нового Царства. Царю в этом процессе отводится роль как жертвы, так и молитвенника за грехи своего народа.
По мнению религиоведа Бориса Кнорре, решение вопроса, кто виноват в убийстве царской семьи, стало камнем преткновения в среде православных монархистов — водоразделом между теми, кто согласен воспринимать революционные события в историческом плане, и ультранационалистическими монархистами, которые склонны к мистическому взгляду, предпочитают в отношении России говорить о «метаистории» — эта группа в современное время представляет царебожничество. Первые считают, что участие в цареубийстве и в кровавом перевороте «тайных сил» не снимает вину за это новое «распятие Христа» с русского народа. Вторые утверждают, что сам русский народ, был «обманут тайными слугами антихриста», «не распинал Христа», а вина его лишь в попустительстве злу, совершённому «жидомасонскими силами».

## Чин всенародного покаяния
С конца 1990-х годов, ежегодно, в дни, приуроченные к годовщинам рождения царя-мученика Николая некоторыми представителями клира в селе Тайнинском (Мытищи) у памятника Николаю II работы скульптора Вячеслава Клыкова, совершается особый «Чин покаяния в грехах русского народа». Само место, село Тайнинское, считается особо подходящим для этого «чина», так как через это село проходил путь Михаила Романова в Москву в 1613 году. Здесь же, как утверждается, располагался путевой дворец. Всё это, по мнению организаторов, придаёт совершенно особый, уникальный, сакральный смысл этому месту как месту покаяния в нарушении клятвы 1613 года.
С 2005 года «Чин всенародного покаяния» около памятника регулярно проводился под руководством архимандрита Петра (Кучера). Впервые эта молитва была озвучена в октябре 2004 года на конференции «Православие и Россия в свете Апокалипсиса». Лишь за три первых года в мероприятии «Чин всенародного покаяния» Кучера приняли участие более 200 тысяч человек. В течение несколькоих лет церемонию проводил епископ Феофил (Дзюбан), брат и последователь рассматриваемого как ушедший в раскол, епископа Анадырского и Чукотского Диомида, а также бывший тверской епископ Корнилиий (Радченко). В конце 2008 года он перешёл в «Святейший Правительствующий Синод» Диомида, а в сентябре 2009 году, был отлучён Диомидом от служения и откололся и от «Синода». В 2012 году Корнилиий основал собственную Царскую Православную Церковь Святой Руси. Диомид осудил его чины «покаяния в цареубийстве» в Тайнинском, которые, вопреки противодействию РПЦ, были популярны у мирян. Последний прошёл 16 июля 2015 году, но к этому времени участников стало существенно меньше.
Участники чина считали его путём к спасению русского народа а с ним и всего мира от «тёмных сил», посредством признания в грехе цареубийства и выражения верности «царю-искупителю». Тексты молитв затрагивали темы «ритуального убийства», «жидовского плена», вредоносной деятельности «сатанистов-масонов», «пятой колонны», «предательства русской интеллигенции», «псевдохристианства Запада», откуда и нужно ожидать новых бед. Некоторые изводы чина говорили о «жидах-богоубийцах». Различия между «жидами» и «масонами» они не проводили, обе группы изображались в качестве абсолютного зла, которое приносит России и русскому народу неисчислимые страдания.

## Критика
Патриарх Алексий II (1996) говорил: «Искупительный подвиг один — Господа нашего Иисуса Христа, и сравнивать расстрел императора и его семьи с искупительной жертвой Спасителя невозможно».
В своём обращении к клиру и приходским советам храмов Москвы на епархиальном собрании 15 декабря 2000 года патриарх Алексий II сказал:

В связи с канонизацией царственных страстотерпцев и новомучеников Российских во многих храмах появились службы и акафисты им, составленные там же, за рубежом, и носящие чаще всего политико-полемический характер. Не всегда в них с достаточной любовью, по-христиански раскрыт подвиг мужества и стойкости в несении страданий за веру и правду Христову.

Например, появился «Царский сборник», в котором опубликованы службы и Акафист царственным мученикам. Нами было принято решение, что служба царственным страстотерпцам будет подготовлена, издана и апробирована Священным Синодом. На издание этого сборника никто не испрашивал благословения, он содержит еретические нормы, ибо император Николай II ставится на один уровень со Христом Спасителем. Искупительный подвиг императора приравнивается к Искупительному Подвигу Христа Спасителя. Это ересь. И если эта ересь будет распространяться в каком-либо из храмов или употребляться за богослужением, мы привлечем настоятелей к ответственности за распространение еретических мыслей.
На собрании московского духовенства Алексий II заявил, что «если он увидит в каком-нибудь храме книги, в которых Николай II именуется Искупителем, то будет рассматривать настоятеля этого храма как проповедника ереси. У нас один Искупитель — Христос».
Патриарх Кирилл сказал: 

Обращение к каждому человеку с призывом к покаянию есть наиважнейшая миссия Церкви, от которой она никогда не отступит. Но призывы ко всеобщему покаянию за то, что не совершало нынешнее поколение, — есть призывы лукавые, потому что Сам Бог, вернув нам наши святыни, показал, что Он простил наш народ.
Ключевой аргумент критиков царебожия: недопустимо и кощунственно полагать искупителем грехов людей кого-то, кроме Христа. Иерей Даниил Сысоев, суммируя полемику, утверждал:

Это кощунственное учение о «царе-искупителе» в корне противоречит Новому Завету и учению Вселенской Церкви, на V Вселенском Соборе осудившей ересь Оригена, говорившего о возможности повторного Искупления (хотя этот еретик и не зашёл так далеко, как современные монархисты, ибо он приписывал второе распятие не человеку, а самому Господу Иисусу). Отметим, кстати, что понятие «царь-искупитель» полностью противоречит учению о «не искупленном русским народом грехе цареубийства» (…). Учение о «царе-искупителе» является не просто хлыстовской ересью, но и откровенной хулой на Господа нашего Иисуса Христа — Единственного Искупителя рода человеческого, в том числе и русского народа.

Данное учение подпадает под анафематствование недели Православия, осуждающее тех, кто не признает кровь Христову единственным средством оправдания.
Протоиерей Пётр Андриевский подводит итог: «Это лжеучение оказывается основанным только на бабьих баснях, отвращаться которых повелевает нам апостол (1Тим. 4:7)».
Профессор Московской духовной академии А. И. Осипов (1998), один из наиболее авторитетных богословов Московского Патриархата, писал: «„Молитвы Царю-искупителю Государю Мученику… и первому предстоятелю Руси Небесной пред Престолом Вседержителя“ свидетельствуют, что вопрос о канонизации бывшей царской семьи уже не только преступает границы канонические, но и начинает серьёзно угрожать самому догматическому сознанию нашей Церкви».
Критики опираются на места Священного Писания, явно говорящих о совершенно исключительной роли Христа (и только Христа) в искуплении грешников, в частности, Евр. 7:24-25, Евр. 9:11-12, Евр. 12:24–28, 1Тим. 2:5-6. Критики упоминают прецеденты из церковной истории, в частности, борьбу c учениями Маркиона, Оригена, манихеев, так или иначе искажавшими роль Христа в искуплении, и позднейшие учения, в частности, взгляды ряда течений старообрядцев на царя и антихриста. Отмечается много черт оккультного характера. Даниил Сысоев полагал, что корни учения — в хлыстовстве, так как именно у хлыстов наблюдается приписывание лидерам свойств, присущих только Христу. Сысоев утверждает, что есть прямая связь учения с послереволюционными сектами хлыстов-николаевцев, считавших царя Николая воплощением Бога Отца.
Кроме того, критики обращают внимание на очевидную логическую нестыковку: учение утверждает, что совершенно конкретный «соборный грех» искуплён царём, и в то же самое время этот же самый грех в полной мере тяготеет над народом и требует неотложного покаяния в нём.
При этом критики не умаляют роль царя Николая как вполне достойного человека, христианина и страстотерпца; говорится лишь о полной неправомерности взгляда на него как на «искупителя» и требований изменить чин канонизации со страстотерпца на что-то иное.
Архимандрит Иероним (Шурыгин): «Я считаю, мы уже покаялись перед Царём, Церковь прославила его в лике святых. И Церковь, и народ омылись за это убийство большой кровью. В лагерях тридцатых годов, в войне сорок первого — сорок пятого годов, и в наши дни тоже. Я юношей в Новороссийске знал великих отцов, которые жили при дворе последнего Императора. Они рассказали, как жили Император, Его Семья, — они умилялись! И всё то вздорное, что читаем мы иногда в прессе об Императоре, — искусственно созданный негатив против Царской Семьи».
Архиепископ Львовский и Галицкий Августин (Маркевич) выражал беспокойство, что неофиты обожествляли Россию и развивали идеи мессианства, теорию о «царе-искупителе», вводили чины всенародного покаяния, искали знамений близости конца света и верили в теорию масонского заговора. Борьбу с этими явлениями он призывал проводить путём «религиозного просвещения».
Чины всенародного покаяния не получили поддержки Московской патриархии. В декабре 2007 года патриарх Алексий II даже осудил чина всенародного покаяния в Тайнинском («мытищинского чина»). Патриарх отметил, что священнослужители действуют без благословения или даже вопреки воле священноначалия и указал на «несомненную душевредность» чина. Диакон Андрей Кураев называл деятелей чина всенародного покаяния «псевдоправославной сектой».
В 2006 году митрополит Сергий (Фомин) неодобрительно высказался по поводу акции всенародного «соборного покаяния в грехе цареубийства», проводимого рядом околоправославных кругов: «Канонизация Николая II и его семьи в лике страстотерпцев не удовлетворяет новоявленных ревнителей монархии», и назвал такие монархические пристрастия «ересью царебожия».